# Tarragona
Tarragona je grad u istoimenoj španjolskoj provinciji Tarragona, na južnoj obali španjolske autonomne zajednice Katalonije. Ovaj drevni grad na Sredozemlju je od srednjeg vijeka, pa sve do 20. stoljeća bio glavnim gradom povijesne pokrajine Vegueria de Tarragona. Stanovništvo šireg gradskog područja je 2009. godine bilo 675.921 stanovnika.
Tarragona ima veliku luku i Sveučilište Rovira i Virgili, ali najveće gospodarsko središte čini kemijska industrija u njegovoj okolici. Mnoge njene plaže su ocijenjene plavom zastavom, a u njegovoj blizini se nalaze ljetovalište Salou i tematski park Port Aventura, jedan od najvećih u Europi. Gradska zračna luka Reus nalazi se samo nekoliko kilometara od središta grada, u naselju Reus u općini Tarragona.
Rimske ruševine grada (arheološki kompleks Tárraco) zaštitio je UNESCO i stavio ih na popis mjesta svjetske baštine u Europi.

## Povijest
Prema nekim izvorima grad su osnovali Feničani koji su ga nazvali 'Tarchon što na feničanskom jeziku znači utvrda. Ime je dobio zbog svog strateškog položaja na brdu visokom oko 200 metara, na rijeci Francolí, u mediteranskom zaljevu između Pireneja i rijeke Ebro. 
Utvrdili su ga i proširili rimski generali, braća Scipio (Publije i Gnaeus), u 3. st. pr. Kr. koji su ga koristili kao tvrđavu protiv Kartažana. U Rimskom Carstvu grad se punim imenom zvao Colonia Iulia Urbs Triumphalis Tárraco (grčki: Ταρρακών) i bio je upravno i sudsko sjedište provincije Hispania Tarraconensis. Livije u 1. st. pr. Kr. spominje njegovu luku, a prema Eratostenu imao je pomorsku postaju s cestom. Car August je prezimio u ovom gradu nakon osvajanja Kantabrije, što je obelježeno s nekoliko latinskih natpisa, ali i svečanim nazivom koji je dodijeljena gradu: Colonia Victrix Togata i Colonia Julia Victrix Tarraconensis. Grad je kovao svoj novac i smatrao se najbogatijim na obali, jednakim gradu Carthago Nova (današnja Kartaga). Pjesnik Marcijal je opjevao njegove plodne doline prepune vinovih loza i osunčane obale.
Grad je imao burnu prošlost, tako da se i danas na području grad nalaze brojni ostaci iz davnih vremena. Nažalost, stare građevine su kroz povijest poslužile stanovnicima kao izvor građevinskog materijala, tako da su mnoge znatno oštećene (npr. Amfiteatar u Tarragoni). 

## Znamenitosti
Starorimski arheološki lokalitet Tárraco nalazi se na UNESCOvom popisu svjetske baštine od 2000. godine.
Zaštićeni spomenici su:
- Kiklopske zidine su većinom izgrađene prije dolaska Rimljana, a od rimskih zidina sučvana su dva portala Portal del Roser i Portal de Sant Antoni.
- Pilatova kuća (Cuartel de Pilatos) je najverojatnije palača cara Augusta, koja je u 19. st. služila kao zatvor.
- Amfiteatar Circus (slika desno) potječe iz 2. st. i nalazi se uz samu morsku obalu. Nakon rimske propasti služio je kao izvor kamenja za mnoge srednjovjekovne građevine, te su od njega ostali samo neki dijelovi. On je dug 450 m i njegovi sačuvani dijelovi su uz trg Plaça de la Font.
- U gradu se nalaze i brojni latinski i feničanski natpisi na kamenim pločama, skinute s nekih drevnih građevina i iskorištene za gradnju drugih.
- Akvedukt u Tarragoni ili Aqüeducte de les Ferreres koji premošćuje dolinu 4 km sjeverno izvan grada u malo boljem je stanju. Dug je 217 m, a najviši lukovi su visoki 26 m.
- Na Aurelijevoj cesti, 6 km istočno od grada nalazi se monumentalni nadgrobni spomenik "Toranj Scipijevih", premda nema dokaza da su Scipijevi sahranjeni tu.
- Ostali sačuvani spomenici su: rimski forum, citadela ili kaptol, slavoluk Sure ili Bare, te mnogi manji spomenici koji se danas čuvaju u Arheološkom muzeju.

- Amfiteatar u Tarragoni
- Toranj Scipijevih
- Portal sv. Antuna na rimskim zidinama
- Akvedukt u Tarragoni

Ostale znamenitosti Tarragone su:
- Katedrala u Tarragoni iz 12. i 13. stoljeća izgrađena je u kombinaciji romaničkih i gotičkih elemenata.
- Konvikt Klarisa se nalazi uz rimske zidine.
- Konvikt Dominikanaca je danas gradska vijećnica.
- Arhepiskopalna palača je izgrađena na mjestu antičkog kaptola od kojega je sačuvan jedan toranj. Obnovljena je u 19. stoljeću.
- Sjemenište sv. Pavla i sv. Tecle osnovao je nadbiskup Gaspar de Cervantes 1570. god. u duhu Trentskog koncila. Prošireno je u 19. stoljeću, a Papa Lav XIII. ga je uzvisio na razinu pontifikalnog sveučilišta.
- Samostan Poblet iz 1151. god. nalazi se 50 km sjeverno od grada, a značajan je kao mauzolej Aragonskih kraljeva.

- Katedrala u Tarragoni
- Sveučilište Rovira i Virgili
- Samostan Karmelićanki u Tarragoni
- Samostan Poblet

## Događanja
- Festival Santa Tecla, koji se održava od 15. do 24. rujna se slavi od 1321. godine i smatra se državnom turističkom manifestacijom. Popular Retinue je živa katalonska baština koja se sastoji od paradnih plesova, bestijarija, plesnog pjevanja i natjecanja u gradnji tornjeva od ljudskih tjelesa.
- Karneval u Tarragoni je jedan od najvećih u Španjolskoj.
- Internacionalni dixieland festival s oko 25 glazbenih sastava i 100 koncerata tjedan-dva prije Uskrsa.
- Tarraco Viva, kostimirano oživljavanje rimske kulture, od rimskih legija do svakodnevnice Rimljana. Održava se svake godine od 10. do 20. svibnja.
- Međunarodno natjecanje u vatrometu šest internacionalnih pirotehničkih tvrtki. Službena stranica
- Festival Sant Magí, od 15. do 19. kolovoza.

Tarragona je također španjolski kandidat za europski glavni grad kulture 2016. godine.

## Gradovi prijatelji
Tarragona je zbratimljen sa sljedećim gradovima:
| - Avignon, Francuska (1968.) - Alghero, Italija (1972.) - Orléans, Francuska (1978.) - Stafford, Ujedinjeno Kraljevstvo (1992.) | - Klagenfurt, Austrija (1996.) - Puškin, Rusija (1997.) - Pompeji, Italija (2006.) |

## Vanjske poveznice
- [neaktivna poveznica]
- Fotografije Tarragone
- Livius.org: Rimska Tarragona  Arhivirana inačica izvorne stranice od 2. srpnja 2010. (Wayback Machine)

### Ostali projekti
|  | Zajednički poslužitelj ima još gradiva o temi Tarragona |